# Cuenca del río Itata
La cuenca del río Itata es el espacio natural comprendido por la cuenca hidrográfica del río Itata. Este espacio coincide con el espacio administrativo homónimo definido en el registro de cuencas con el número 081 que se extiende desde la divisoria de las aguas en la cordillera de los Andes hasta su desembocadura en el océano Pacífico. Se subdivide en 5 subcuencas y 34 subsubcuencas con un total de 11328 km².
A partir de los años 70 se ha ampliado el concepto de cuenca hasta entender, ya en los primeros años del siglo XXI, una cuenca hidrográfica en lo que respecta a su definición espacial y funcional, como la unidad geopolítica y socioeconómica más apropiada y racional para el desarrollo integrado de los recursos de tierras y aguas asociados a la vegetación y en conjunto con los usuarios de nivel local y regional.: 17 

Cuenca del río Itata.

## Límites

Comunas y departamentos (arg.) en y en torno a la cuenca del río Itata. En rojo la división comunal, en azul las cuencas, en verde la cuenca del río Itata, en gris, las ciudades.

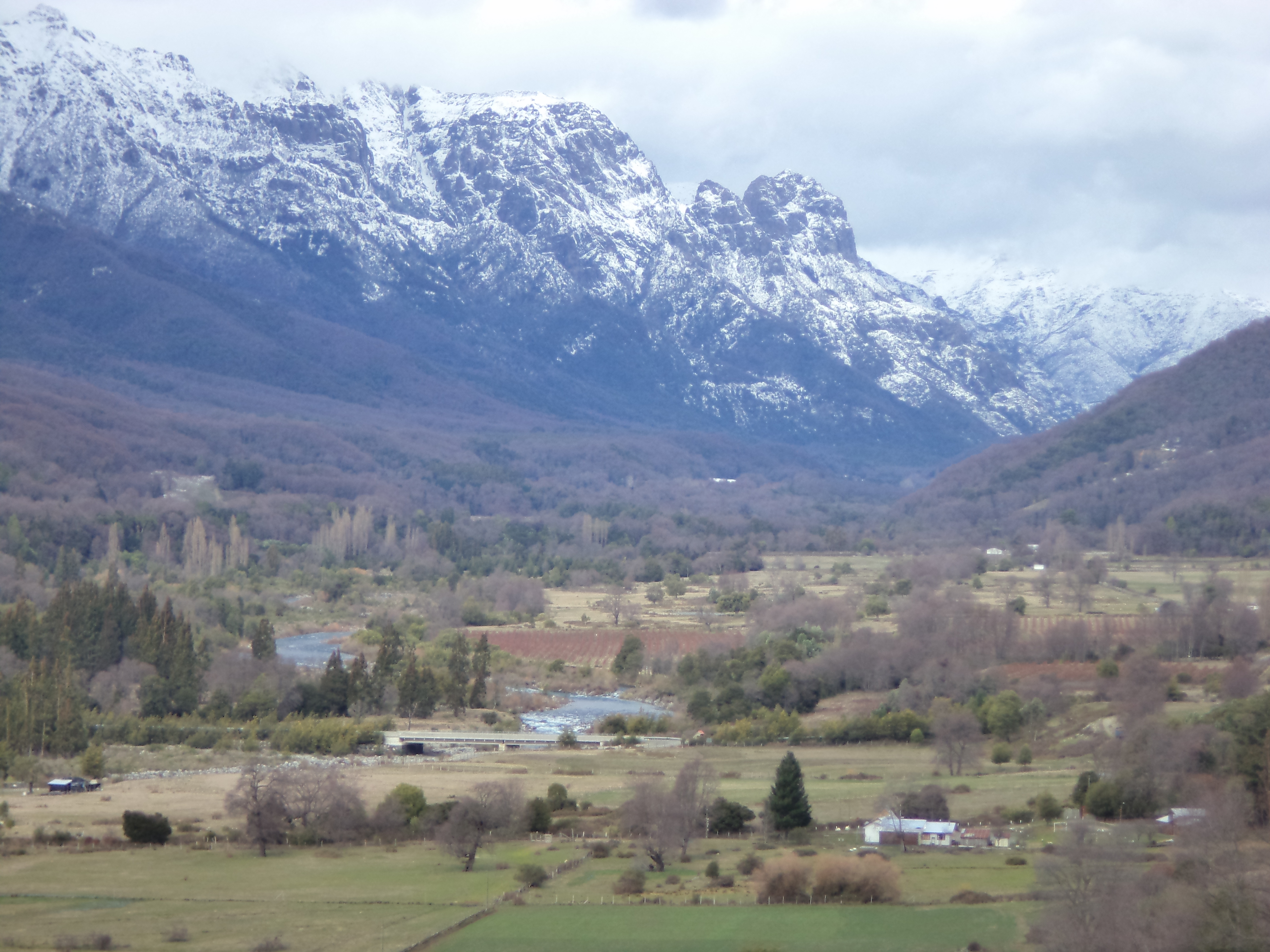
El río Diguillín saliendo de la cordillera.

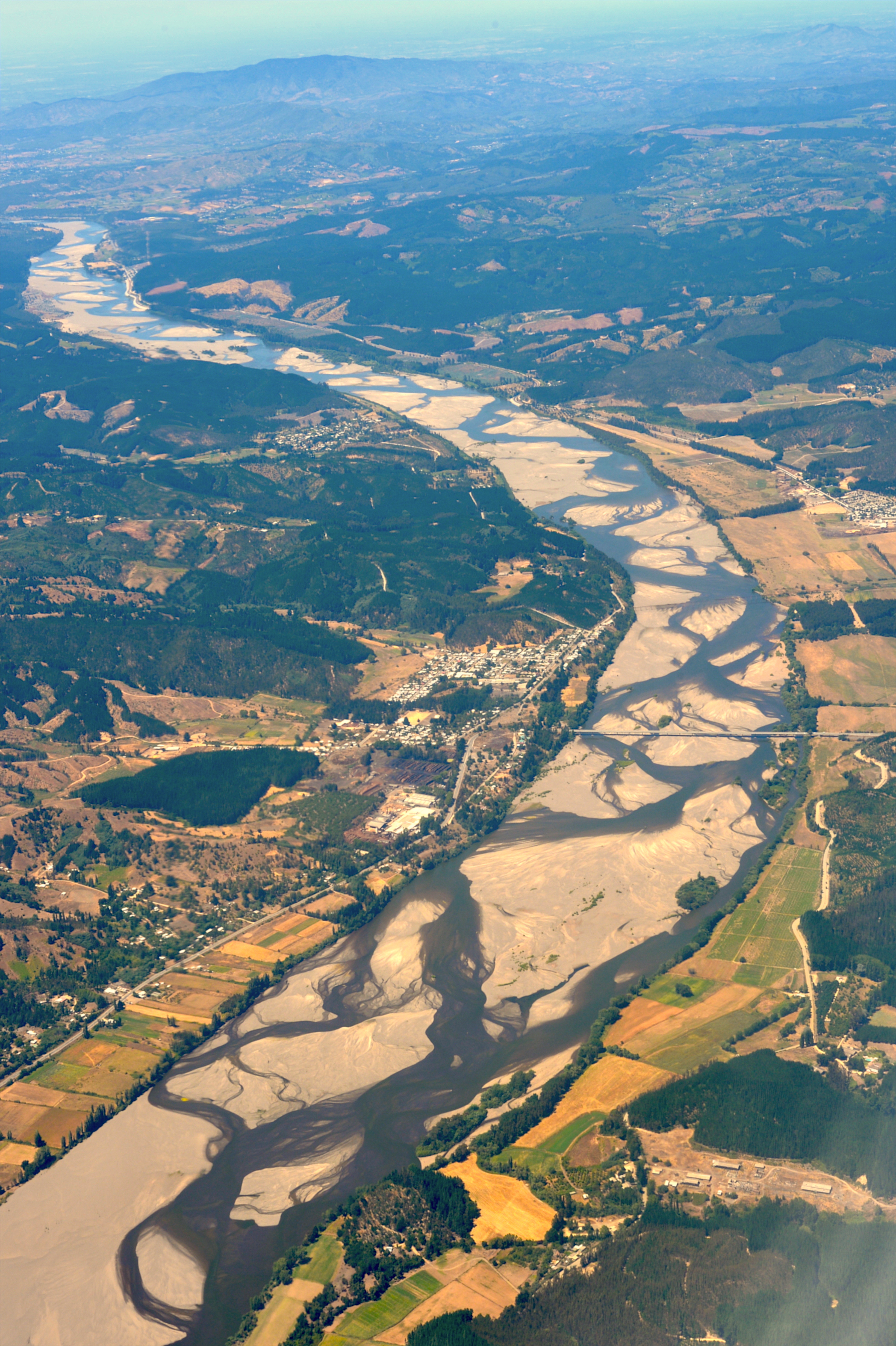
El río Itata atraviesa la depresión intermedia de Chile.

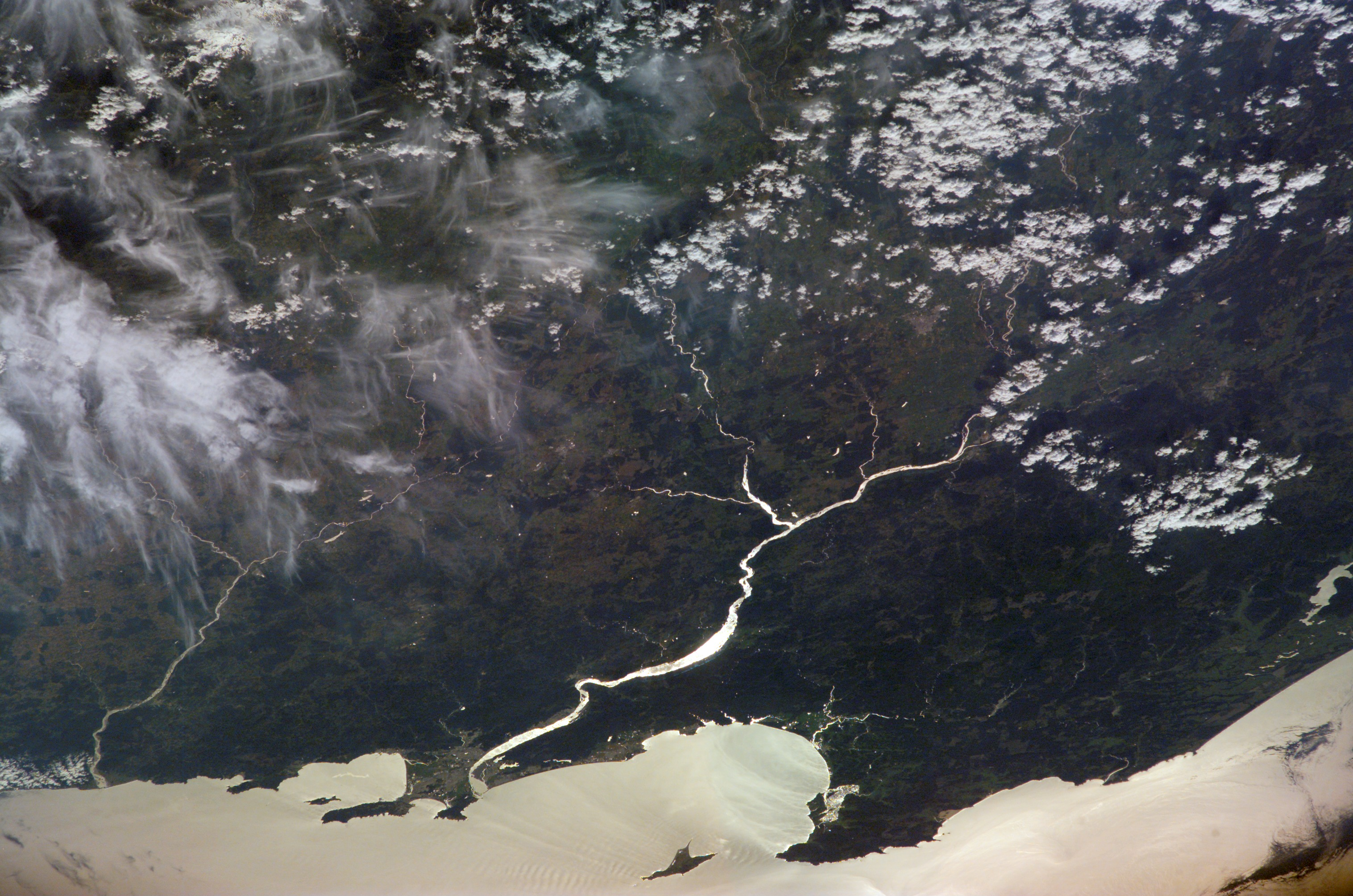
La desembocadura del río Itata en el océano Pacífico, en el extremo izquierdo de una fotografía satelital. En el centro la bahía de Concepción.

Como muchos ríos chilenos, el Itata tiene sus fuentes en las laderas occidentales de la cordillera de los Andes y fluye hacia el oeste hasta que, después de atravesar la cordillera de la Costa, desemboca en el océano Pacífico. Hacia el norte y hacia el sur se extiende la depresión intermedia o plano de Chillán como se le conoce en la región.
El río principal desemboca unos kilómetros después de bordear la localidad de Coelemu y recibir las aguas del río Lonquén. A partir de ahí y siguiendo el sentido de los punteros del reloj, limita con el ítem 080 del inventario de cuencas, Cuencas costeras entre límite regional y río Itata que incluye los ríos Buchupureo, Cobquecura y Taucú. Directamente al norte limita con la cuenca del río Perquilauquén de la cuenca del río Maule. Al este y separada por la cordillera, limita con la cuenca del río Neuquén. Al sur limita con las subcuencas de los ríos Laja y Claro de Yumbel, ambos de la cuenca del río Biobío. Hacia el suroeste limita con las cuencas costeras e islas entre ríos Itata y Biobío (082) que rúne entre otras a los ríos Andalién y Rafael.
Sus extremos alcanzan las coordenadas geográficas 36°13'S, 37°18′S, 71°02′W y 72°49'W.: 413 

## Población y regiones
La cuenca abarca completamente la Región del Ñuble, más las comunas de Cabrero, Antuco y Tucapel que pertenecen a la Región del Biobío.
Los principales asentamientos humanos de la cuenca del río Itata son:
| Nombre                                  | Población comunal en 2002 | Población urbana en 2002 | Cauces asociados               |
| --------------------------------------- | ------------------------- | ------------------------ | ------------------------------ |
| Chillán                                 | 161.953                   | 148.015                  | río Chillán                    |
| San Carlos                              | 50.088                    | 31.018                   | Estero Navotavo, río Changaral |
| Coihueco                                | 23.583                    | 7.230                    | Estero Coihueco, Río Cato      |
| Bulnes                                  | 20.595                    | 12.514                   | río Larqui                     |
| Yungay                                  | 16.814                    | 11.469                   | río Itata                      |
| Coelemu                                 | 16.082                    | 9.845                    | río Itata                      |
| Huépil                                  | 7.357*                    | ND                       | río Itata                      |
| * Estimación basándose en datos de 1992 |                           |                          |                                |

## Subdivisiones
La Dirección General de Aguas subdivide o reúne las cuencas de Chile acorde a las necesidades de estudio y gestión. Existen dos inventarios que han logrado ser aceptados como principales, el inventario de cuencas del Banco Nacional de Aguas (BNA) de 1978, de mayor uso, y el inventario de cuencas del Departamento de Administración de Recursos Hídricos (DARH) de 2014 de mejor cartografía que ha obligado a redefinir algunos límites, a veces con cambios mayores, pero también por algunas redefiniciones del concepto de subcuenca.
Bajo el BNA el código del ítem es 081 y con el DARH es 0801.
La subdivisión del BNA es como sigue:
| Sub- cuenca          | Subsub- cuenca | Aguas                                                                   | Área drenaje km² |
| -------------------- | -------------- | ----------------------------------------------------------------------- | ---------------- |
| 081 Río Itata (mapa) |                |                                                                         |                  |
| 0810                 | 08100          | Río Ñuble hasta abajo Río Las Minas                                     | 280              |
| 0810                 | 08101          | Río Nuble entre Río Las Minas y Río Los Sauces                          | 359              |
| 0810                 | 08102          | Río Los Sauces hasta Cajon Gonzalez                                     | 191              |
| 0810                 | 08103          | Cajon Gonzalez                                                          | 310              |
| 0810                 | 08104          | Río Los Sauces Entre Cajon Gonzalez y Río Ñuble                         | 115              |
| 0810                 | 08105          | Río Ñuble Entre Río Los Sauces y Bajo Estero Bullileo                   | 376              |
| 0810                 | 08106          | Río Ñuble Entre Estero Bullileo y Bajo Junta Estero Pangue              | 180              |
| 0811                 | 08110          | Río Ñuble Entre Estero Pangue y Río Cato                                | 251              |
| 0811                 | 08111          | Río Cato en junta Río Niblinto                                          | 229              |
| 0811                 | 08112          | Río Nublinta                                                            | 192              |
| 0811                 | 08113          | Río Cato entre arriba Río Niblinta y bajo junta E.Coihueco              | 385              |
| 0811                 | 08114          | Río Cato entre E. Coihueco y junta con Río Ñuble                        | 160              |
| 0811                 | 08115          | Río Ñuble Entre Río Cato y Río Chillán                                  | 165              |
| 0811                 | 08116          | Río Chillán Hasta Bajo Junta Estero Peladillas                          | 206              |
| 0811                 | 08117          | Río Chillán Entre Estero Peladillas y Río Ñuble                         | 560              |
| 0811                 | 08118          | Río Changaral                                                           | 684              |
| 0811                 | 08119          | Río Ñuble Entre Río Chillán y Río Itata                                 | 133              |
| 0812                 | 08120          | Río Cholguan Bajo Junta Estero Villagran                                | 260              |
| 0812                 | 08121          | Estero Cholguan Entre Estero Villagran y Río Huepil                     | 354              |
| 0812                 | 08122          | Río Huepil                                                              | 208              |
| 0812                 | 08123          | Río Itata Entre Río Huepil y Bajo Estero Chillancito                    | 303              |
| 0812                 | 08124          | Río Itata entre Estero Trilaleo y Río Diguillin                         | 720              |
| 0813                 | 08130          | Río Renegado                                                            | 408              |
| 0813                 | 08131          | Río Diguillin entre Río Renegado y bajo junta E. Danquileo              | 535              |
| 0813                 | 08132          | Río Dinguillin Entre Estero Danguileo y Río Itata                       | 443              |
| 0813                 | 08133          | Río Itata entre Río Diguillin y Estero Coyanco                          | 295              |
| 0813                 | 08134          | Río Larqui                                                              | 700              |
| 0813                 | 08135          | Río Itata entre Estero Coyanco y Río Ñuble                              | 394              |
| 0814                 | 08140          | Río Itata Entre Río Ñuble Bajo Estero Chudal                            | 345              |
| 0814                 | 08141          | Río Itata Entre Estero Chudal y Río Lonquen                             | 253              |
| 0814                 | 08142          | Río Lonquen Hasta Estero Itrinque                                       | 539              |
| 0814                 | 08143          | Río Lonquen Entre Arriba Estero Itrinque y Bajo Estero Corontas         | 198              |
| 0814                 | 08144          | Río Lonquen Entre Estero Corontas y Río Itata                           | 360              |
| 0814                 | 08145          | Río Itata entre Río Lonquen y desembocadura                             | 237              |
| totales:             |                |                                                                         |                  |
| 5                    | 34             | Región: VII - VIII ((1 - 99)%) / Tipo: Exorreica / Desemb.: O. Pacífico | 11328 km²        |

La disposición de cuencas en el inventario DARH es la siguiente:
| Código       | Nombre                                         | Código en mapa   | Tipología de cuenca | Vertiente de cuenca | Origen de cuenca | Temperatura media anual (C°) | Temperatura máxima (C°) | Temperatura mínima (C°) | Precipitación anual (mm) | Número de estaciones fluviométricas | Número de estaciones pluviométricas | Área (km²)       |
| ------------ | ---------------------------------------------- | ---------------- | ------------------- | ------------------- | ---------------- | ---------------------------- | ----------------------- | ----------------------- | ------------------------ | ----------------------------------- | ----------------------------------- | ---------------- |
| 0801         | Cuenca Río Itata                               | Cuenca Río Itata | Cuenca Río Itata    | Cuenca Río Itata    | Cuenca Río Itata | Cuenca Río Itata             | Cuenca Río Itata        | Cuenca Río Itata        | Cuenca Río Itata         | Cuenca Río Itata                    | Cuenca Río Itata                    | Cuenca Río Itata |
| 08010000     | Río Nuble                                      | 1                | Exorreica           | Pacífico            | Pluvial          | 10.6                         | 25.7                    | 0.5                     | 1128.6                   | 8                                   | 6                                   | 1286.6           |
| 0801000000   | Río Chillan                                    | 2                | Exorreica           | Pacífico            | Pluvial          | 11.6                         | 26.4                    | 1.8                     | 1119.8                   | 6                                   | 4                                   | 807.1            |
| 0801000000   | Río Santa Gertrudis                            | 3                | Exorreica           | Pacífico            | Pluvial          | 7.3                          | 22.8                    | -2.6                    | 1162.5                   | 0                                   | 0                                   | 112.9            |
| 0801000001   | Río Changaral                                  | 4                | Exorreica           | Pacífico            | Pluvial          | 13.7                         | 28.0                    | 3.9                     | 970.0                    | 2                                   | 1                                   | 756.0            |
| 0801000001   | Río Gato                                       | 5                | Exorreica           | Pacífico            | Pluvial          | 6.8                          | 22.2                    | -3.2                    | 1113.3                   | 0                                   | 0                                   | 72.5             |
| 0801000002   | Río Cato, entre Río Nuble y Niblinto           | 6                | Exorreica           | Pacífico            | Pluvial          | 11.9                         | 27.0                    | 2.0                     | 1212.0                   | 2                                   | 1                                   | 589.6            |
| 08010000020  | Río Cato hasta junta Río Niblinto              | 7                | Exorreica           | Pacífico            | Pluvial          | 10.1                         | 25.5                    | 0.1                     | 1315.5                   | 1                                   | 0                                   | 213.8            |
| 08010000021  | Río Niblinto                                   | 8                | Exorreica           | Pacífico            | Pluvial          | 9.1                          | 24.4                    | -0.8                    | 1270.8                   | 3                                   | 0                                   | 189.1            |
| 0801000003   | Río de las truchas                             | 9                | Exorreica           | Pacífico            | Pluvial          | 6.9                          | 22.4                    | -3.4                    | 1002.1                   | 0                                   | 0                                   | 199.1            |
| 0801000004   | Río Los Sauces                                 | 10               | Exorreica           | Pacífico            | Pluvial          | 8.1                          | 23.7                    | -2.2                    | 1092.1                   | 1                                   | 0                                   | 115.2            |
| 08010000040  | Río La Zorra                                   | 11               | Exorreica           | Pacífico            | Pluvial          | 7.4                          | 23.0                    | -3.1                    | 989.9                    | 0                                   | 0                                   | 195.0            |
| 08010000041  | Río González                                   | 12               | Exorreica           | Pacífico            | Pluvial          | 6.8                          | 22.4                    | -3.6                    | 950.3                    | 0                                   | 0                                   | 303.5            |
| 0801000005   | Río las Minas                                  | 13               | Exorreica           | Pacífico            | Pluvial          | 5.3                          | 20.5                    | -4.6                    | 1057.8                   | 0                                   | 0                                   | 74.1             |
| 08010100     | Río Itata entre Río Nuble y Río Diguillin      | 14               | Exorreica           | Pacífico            | Pluvial          | 13.8                         | 27.6                    | 4.3                     | 1122.6                   | 4                                   | 2                                   | 303.8            |
| 0801010000   | Río Larqui                                     | 15               | Exorreica           | Pacífico            | Pluvial          | 13.4                         | 27.8                    | 3.7                     | 1097.4                   | 2                                   | 1                                   | 668.3            |
| 0801010001   | Río Itata hasta Río Diguillin                  | 16               | Exorreica           | Pacífico            | Pluvial          | 13.0                         | 27.5                    | 3.5                     | 1246.8                   | 3                                   | 2                                   | 491.3            |
| 08010100010  | Río Danicalqui                                 | 17               | Exorreica           | Pacífico            | Pluvial          | 11.0                         | 26.1                    | 1.4                     | 1371.0                   | 0                                   | 0                                   | 199.9            |
| 08010100011  | Río Trilaleo                                   | 18               | Exorreica           | Pacífico            | Pluvial          | 10.8                         | 25.9                    | 1.1                     | 1397.0                   | 0                                   | 0                                   | 227.6            |
| 08010100012  | Río Cholguán entre Río las Mulas y Río Itata   | 19               | Exorreica           | Pacífico            | Pluvial          | 10.8                         | 26.0                    | 1.1                     | 1424.3                   | 1                                   | 1                                   | 271.5            |
| 080101000120 | Río Cholguán hasta Río las Mulas               | 20               | Exorreica           | Pacífico            | Pluvial          | 7.9                          | 23.2                    | -1.6                    | 1378.4                   | 0                                   | 0                                   | 343.1            |
| 08010100013  | Río Huepil                                     | 21               | Exorreica           | Pacífico            | Pluvial          | 10.6                         | 25.9                    | 1.0                     | 1431.8                   | 2                                   | 2                                   | 215.8            |
| 0801010002   | Río Diguillín                                  | 22               | Exorreica           | Pacífico            | Pluvial          | 10.4                         | 25.5                    | 0.7                     | 1276.7                   | 4                                   | 10                                  | 1465.6           |
| 0801010003   | Estero Coyanco                                 | 23               | Exorreica           | Pacífico            | Pluvial          | 13.1                         | 26.1                    | 4.1                     | 1216.2                   | 0                                   | 1                                   | 341.9            |
| 08010200     | Río Lonquen entre Estero Guanpille y Río Itata | 24               | Exorreica           | Pacífico            | Pluvial          | 13.6                         | 26.3                    | 4.6                     | 1030.5                   | 1                                   | 1                                   | 432.2            |
| 0801020000   | Río Lonquen hasta Estero Guanpille             | 25               | Exorreica           | Pacífico            | Pluvial          | 13.7                         | 27.4                    | 4.3                     | 928.6                    | 0                                   | 1                                   | 731.7            |
| 08010300     | Río Itata entre Río Nuble y desembocadura      | 26               | Exorreica           | Pacífico            | Pluvial          | 13.4                         | 25.6                    | 4.7                     | 1103.9                   | 2                                   | 2                                   | 672.9            |
| 0801030000   | Río Coelemu                                    | 27               | Exorreica           | Pacífico            | Pluvial          | 12.9                         | 24.1                    | 4.6                     | 1192.3                   | 0                                   | 1                                   | 163.2            |

## Hidrología

Diagrama unifilar de la red hidrográfica.

### Red hidrográfica
Los cuerpos de agua considerados en esta categoría son:

### Caudales y régimen
El informe de la Dirección General de Aguas considera que la cuenca alta del río Ñuble (hasta la junta con los ríos Cato y Sauces) tiene un régimen régimen mixto, con importantes caudales en meses de invierno y primavera. El resto de la cuenca, la cuenca baja y media del Ñuble y las del río Itata son de régimen pluvial.: 57 

### Glaciares
El inventario público de glaciares de Chile 2022 consigna un total de 44 glaciares en la cuenca, todos sin nombre propio. El área total cubierta es de 1,899 km² y se estima el volumen de agua almacenada en los glaciares en 0,025 km³.

### Humedales
- Humedal Desembocadura del río Itata

## Obras hidráulicas

Sistema de riego Laja-Diguillín.

## Clima

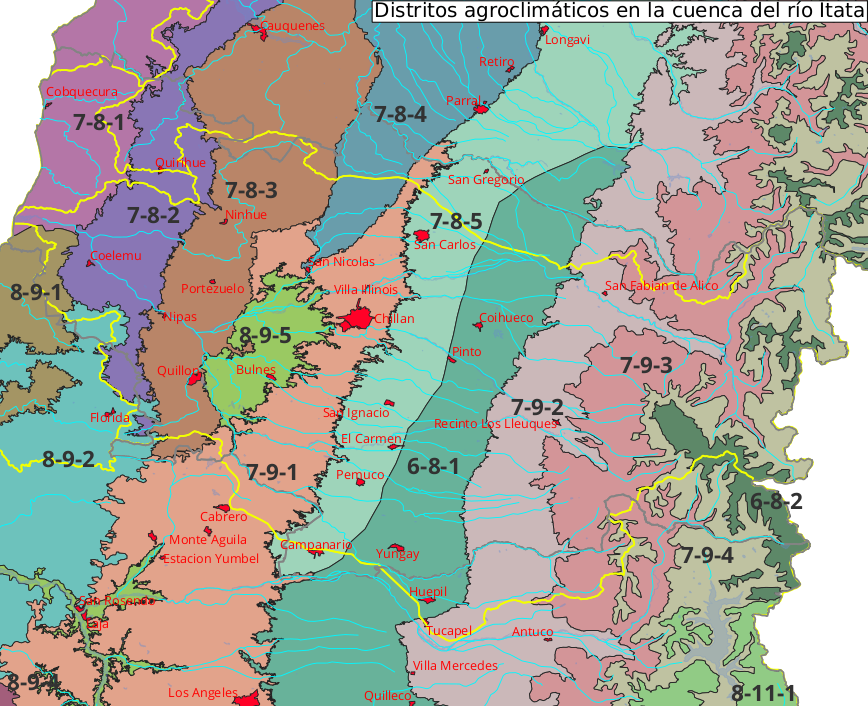
Distritos agroclimáticos en la cuenca según el Atlas agroclimático. En amarillo los límites de las cuencas y en gris los límites regionales.